# Anolis proboscis
Espèce
Synonymes
- Dactyloa proboscis (Peters & Orcés, 1956)

Statut de conservation UICN

 EN B1ab(iii) : En danger
Anolis proboscis  ou lézard Pinocchio est une espèce de sauriens de la famille des Dactyloidae.

## Répartition
Cette espèce est endémique de la province de Pichincha en Équateur. Sa présence au Pérou est incertaine. Il n'avait été aperçu que 3 fois en cinquante ans avant l'année 2013 quand des photographes animaliers réussirent à photographier plusieurs individus dans la forêt équatorienne, le faisant classer comme espèce en danger d'extinction par l'UICN.

## Étymologie
Le nom spécifique proboscis vient du latin proboscis, la trompe, en référence à l'appendice souple présent à l'extrémité du museau de cette espèce. Son nom vernaculaire de Pinocchio fait aussi référence à cette excroissance.

## Publication originale
- Peters & Orcés, 1956 : A third leaf-nosed species of the lizard genus Anolis from South America. Breviora, no 62, p. 1-8 (texte intégral).